# Ormtjärnen (Grythyttans socken, Västmanland, 659698-143783)
Ormtjärnen är en sjö i Hällefors kommun i Västmanland och ingår i Göta älvs huvudavrinningsområde.